# Haru Oni

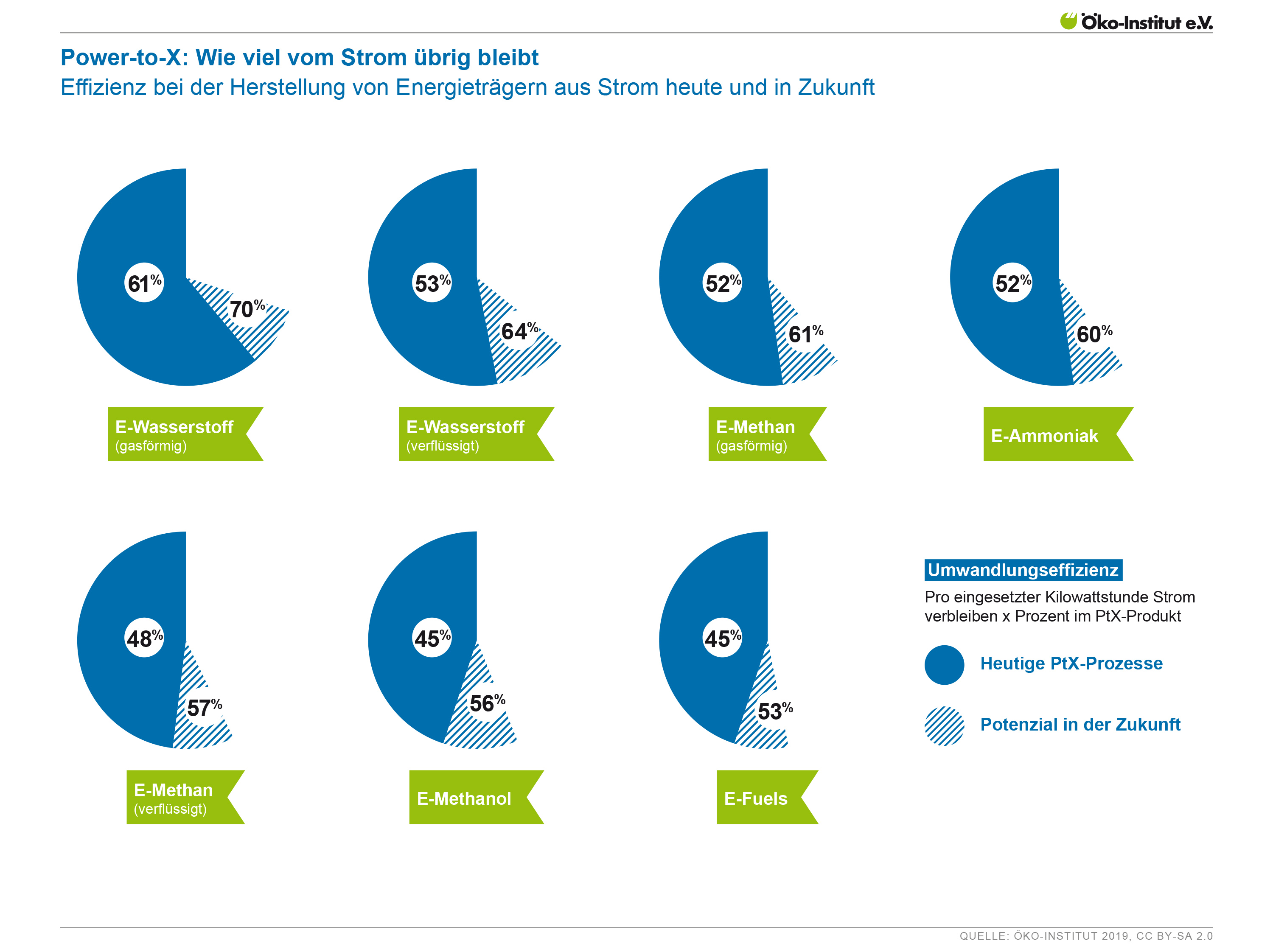
Energieeffizienz bei der Herstellung verschiedener strombasierter Energieträger, u. a. E-Fuels. Verluste beim Verbrauch in Endanwendungen wie Kraftfahrzeugen u. ä. nicht berücksichtigt

Haru Oni ist eine Pilotanlage zur Produktion von E-Fuels im chilenischen Patagonien nördlich von Punta Arenas. HIF Global ist der Eigentümer und Entwickler des Projekts. Die Anlage ist eines der vom deutschen Bundeswirtschaftsministerium unterstützen Leuchtturmprojekte innerhalb der Nationalen Wasserstoffstrategie von Deutschland.

## Zielsetzung
Chile hat sich wie Deutschland mit einer Wasserstoffstrategie hohe Ziele gesetzt und hat eine Elektrolyseur-Kapazität von 5 Gigawatt (GW) bis 2025 geplant. Bis 2030 auf soll sie auf 25 GW ansteigen, um ein konkurrenzfähiges Wasserstoff-Exportland zu werden.
Die Anlage Haru Oni sollte ursprünglich bereits im Jahr 2022 die jährlich angestrebte Zielkapazität von 130.000 Liter des synthetischen Kraftstoffs nach einem angekündigten Projektstart Mitte 2022 herstellen. Aktuell wird angestrebt, ab März 2023 die Jahreskapazität zu erzeugen.
Porsche will die synthetischen Kraftstoffe zuerst im Motorsport beim Porsche Supercup und später für Bestandsfahrzeuge einsetzen. VW- und Porsche-Chef Oliver Blume formuliert die Strategie des Konzerns als ein „doppeltes E“ bzw. „E-E“. Das erste „E“ stehe für Elektromobilität und das zweite für ergänzend E-Fuels. Er sieht für E-Fuels keine Rolle für Neuwagen, allerdings sei es zwingend notwendig synthetische Kraftstoffe für die Bestandsflotte bereitzustellen, um die Ziele des Pariser Klimaabkommens erreichen zu können. Viele Automobilhersteller wollen schon deutlich vor 2035 nur noch Elektrofahrzeuge herstellen.

## Geschichte
- Der Sportwagenhersteller Porsche hat die von Siemens Energy projektierte und mit den chilenischen Unternehmen Gasco und Enap sowie den internationalen Firmen Enel und ExxonMobil realisierte Anlage als Demonstrationsprojekt initiiert.[5]

- Im Dezember 2020 hat Peter Altmaier den Förderbescheid für das Projekt über 8,2 Mio. € an Christian Bruch, den Vorstandsvorsitzenden von Siemens Energy, übergeben. Damit soll der Markthochlauf für Wasserstoff zur Realisierung der Energiewende unterstützt werden.[9] Porsche investierte 20 Millionen in die Anlage und Siemens 40 Millionen. Die Gesamtinvestitionen belaufen sich auf 78 Millionen US-$.[10]

- April 2021: der Eigentümer aus Haru Oni ist die chilenische Gesellschaft Highly Innovative Fuels (HIF).[11][12]

- Februar 2022: Errichtung des ersten und bisher einzigen Windrades.[13]

- Der Antrag für die Errichtung eines 325-Megawatt-Windparks mit 65 Windrädern wurde von der Betreibergesellschaft im Herbst 2022 zurückgezogen.[14][6] Die Betreibergesellschaft HIF Global hat im Herbst 2023 einen erneuten Antrag für eine Umweltgenehmigung eingereicht, um eine 830 Millionen US-$ Investition zu tätigen. Bei diesem Vorhaben soll der Anlagenkomplex vom Faro del Sur Windpark mit einer Leistung von 384 MW betrieben werden.[15]

- Inbetriebnahme der Anlage am 21. Dezember 2022[2], zunächst noch ohne Anlage zur CO2-Abscheidung aus Umgebungsluft.[16]
- In der darauffolgenden Skalierungsgröße „HIF Cabo Negro eFuels Facility“ sollen bis zu 70.000 t E-Fuels Benzin erzeugt werden (ca. 90 Millionen Liter).[15] Rund zwei Jahre später sollte die Kapazität 550 Millionen Liter betragen.[17] Im Jahr 2024 wurden 100.000 Liter E-Fuel produziert.[18]

## Funktionsweise
Seit Eröffnung der Anlage erzeugt eine Windturbine von Siemens Gamesa mit einer Peakleistung von 3,4 MW den Strom zum Betrieb der Anlage. Dieser betreibt unter anderem einen PEM-Elektrolyseur, mit einer Leistung von 1,2 MW, der Wasser in Sauerstoff und grünen Wasserstoff spaltet. Aus CO2 und Wasserstoff wird Methanol synthetisiert. In einem Methanol-to-Gasoline-Prozess erfolgt anschließend eine Umwandlung in synthetisches Benzin. Das CO2 für die Anlage stammt nach Angaben von Porsche aus einer Brauerei. Ab 2024 soll atmosphärisches CO2 zusätzlich verwendet werden. Hierfür wird eine DAC-Anlage errichtet, welche 600 t CO2 im Jahr aus der Luft abtrennen kann.

## Vor- und Nachteile

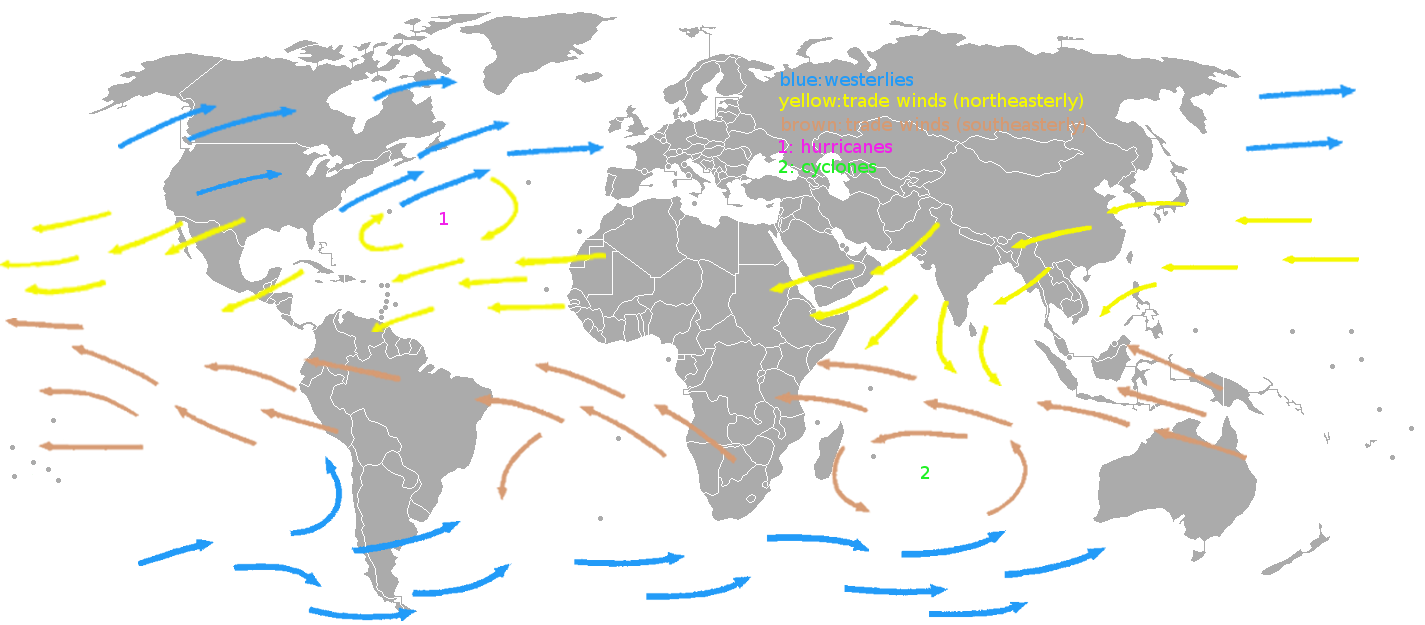
Westwindzonen (blau)

Es sind besonders die starken und beständigen Winde der Westwindzone in Patagonien, die den Standort für die Anlage interessant machen. Die Folge dieser beständigen Winde sind hohe Volllaststunden von über 6000 Stunden im Jahr. In Deutschland betrugen die Volllaststunden auf Land ca. 1700 Stunden und auf See knapp ca. 3000 Stunden, die allerdings nur einen Anteil von 20 % an der Gesamtstromerzeugung aus Windkraftanlagen haben. Das bedeutet, dass mit derselben Windkraftanlage in etwa dreimal so viel Strom und dementsprechend auch E-Fuels erzeugt werden kann als mit derselben Investition in Deutschland. Unter Betrachtung dieses Aspektes versprechen sich die Anteilseigner eine Umgehung der Effizienzprobleme von E-Fuels.
Denn nachteilig ist, dass für die Herstellung von einem Liter E-Diesel 27 Kilowattstunden Strom erforderlich sind. Mit dieser Energie fahren große Elektroautos über 100 Kilometer weit. Daneben muss der Kraftstoff 14.000 Kilometer über den Atlantik transportiert werden. Während Chile 550 Millionen Liter e-Fuel exportiert, werden gleichzeitig Mineralölprodukte importiert, die etwa 10 Milliarden Liter Benzin entsprechen. Für die Kimabilanz wäre es nach Angaben der taz besser, das E-Fuel in Chile zu lassen und Öl für Deutschland aus der nahen Golfregion zu importieren.
Gemäß den Angaben der TU Bergakademie Freiberg kann die Benzinsynthese durch ein Einsatz von modernen Syntheseverfahren mit einem moderateren Energieeinsatz von 18 kWh je Liter durchgeführt werden.
Daneben sind für die Herstellung eines Liters E-Fuel drei Liter Wasser notwendig, die (Stand 03/2023) entgegen der Pläne der Betreiber nicht durch die Entsalzung von Meerwasser erzeugt werden können. Allerdings wird in der anschließenden Skalierungsphase „HIF Cabo Negro“ die Meerwasserentsalzung mit einem Volumenstrom von 34 m3/h forciert.